# Ансфельден
Ансфельден (нем. Ansfelden) — город в Австрии, в федеральной земле Верхняя Австрия.
Входит в состав округа Линц. Население составляет 16 107 человек (на 1 января 2008 года). Занимает площадь 31,33 км². Официальный код — 4 10 02.

## Фотографии

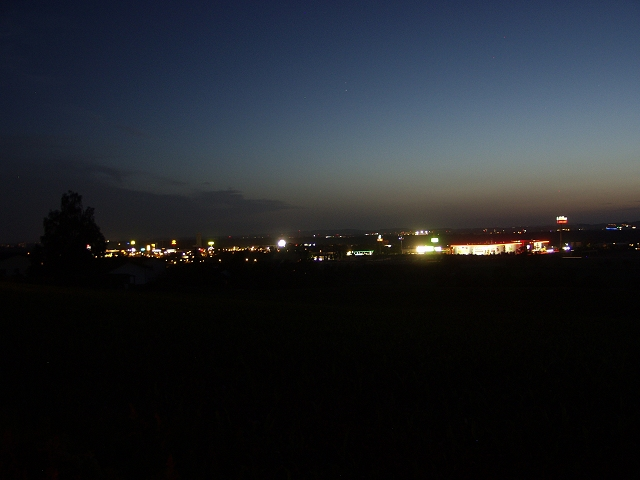
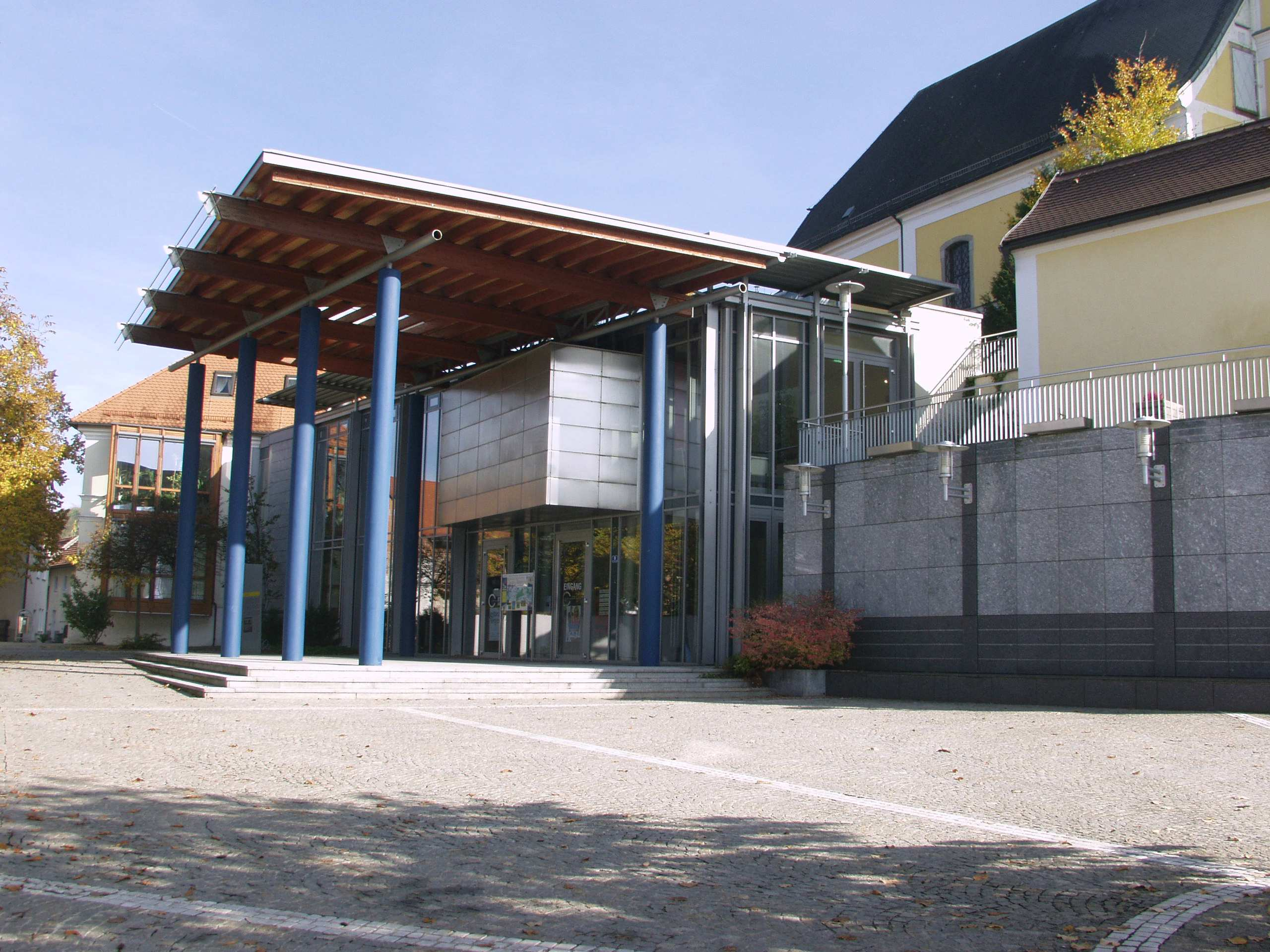
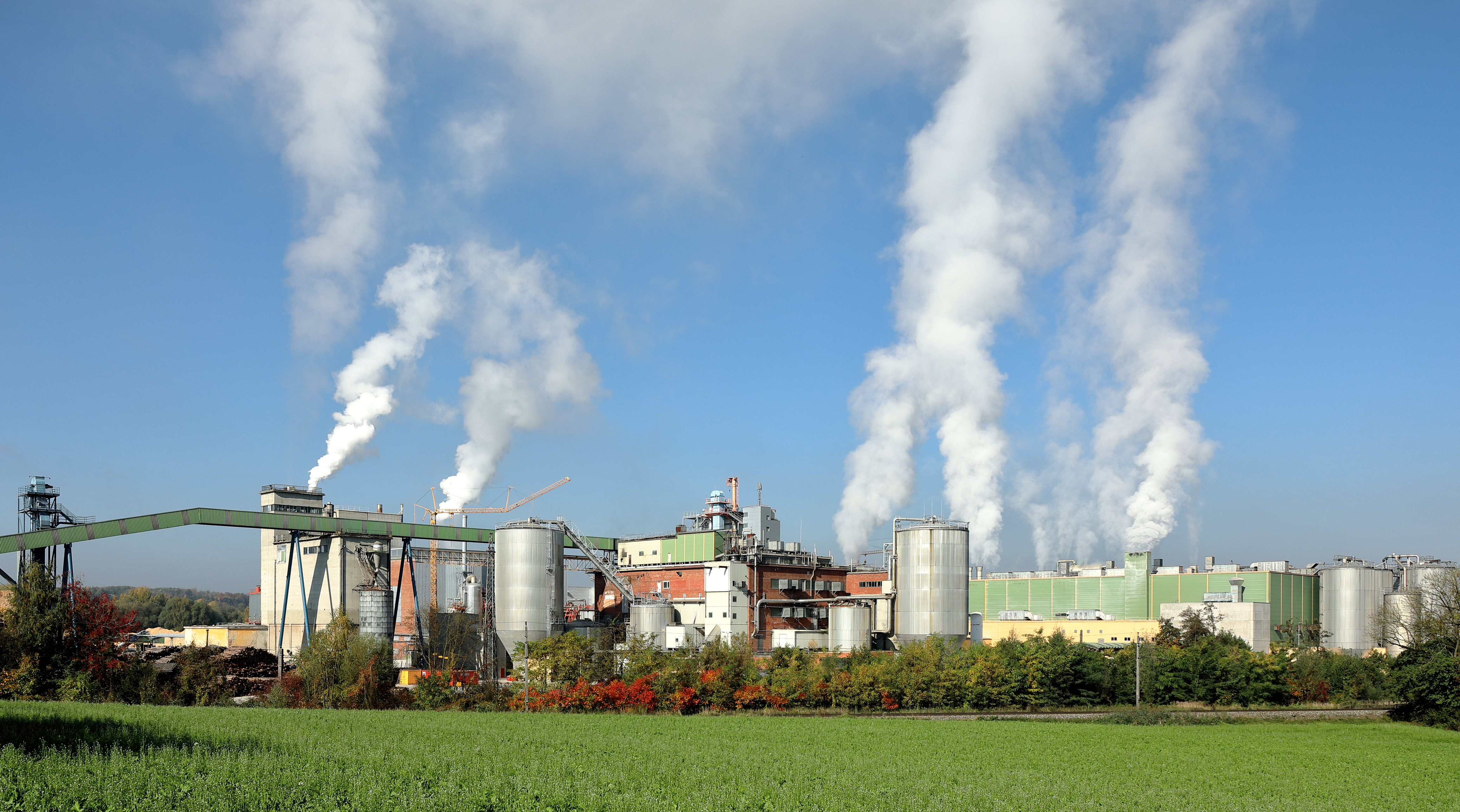

## Политическая ситуация
Бургомистр коммуны — Вальтер Эрнхард (СДПА) по результатам выборов 2003 года.
Совет представителей коммуны (нем. Gemeinderat) состоит из 35 мест.
- СДПА занимает 23 места.
- АНП занимает 7 мест.
- АПС занимает 3 места.
- Зелёные занимают 2 места.